# Пожег-Роща
Пожег-Роща — река в России, протекает по Республике Коми. Устье реки находится в 2 км по правому берегу реки Пожегшор. Длина реки составляет 8 км.
Некоторые источники считают Пожег-Рощу правым притоком реки Пожег, что делает её длиннее на 2 км.
В 2 км от устья, по левому берегу реки впадает река Верхняя Кузью. Левый приток — ручей из болота Минанюр (Мичанюр).

## Данные водного реестра
По данным государственного водного реестра России относится к Двинско-Печорскому бассейновому округу, водохозяйственный участок реки — Вычегда от города Сыктывкар и до устья, речной подбассейн реки — Вычегда. Речной бассейн реки — Северная Двина.
Код объекта в государственном водном реестре — 03020200212103000020305.